# Makarios av Alexandria

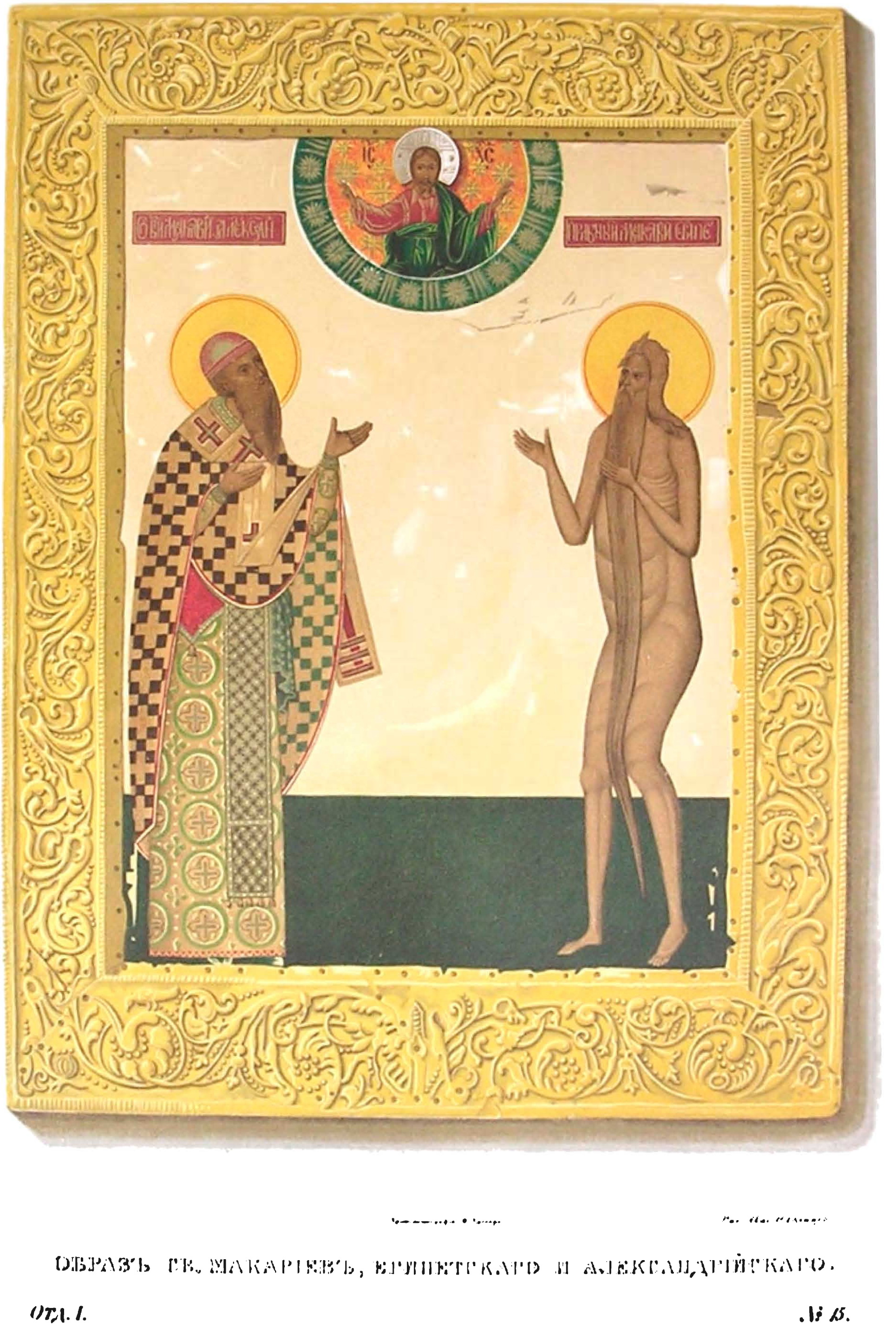
Makarios av Alexandria.

Makarios av Alexandria (grekiska Μακάριος Αλεξανδρέας, latin Macarius Alexandrinus), också kallad den yngre, troligen född i början av 300-talet, död 395, var en kristen munk.
Makarios vistades i Nitriska öknen och utövade stort inflytande på de många munkarna där.